# Afferenta nervbanor

Schematisk bild över ryggmärgen, där afferenta nervbanors utgång från ryggmärgen är markerade i blått.

Afferenta nervbanor är de nervbanor som leder in till centrala nervsystemet. Från ryggmärgen utgår de ur de bakre ryggmärgsrötterna, genom dorsalrotsganglierna. De afferenta nervbanorna leder impulser från sensoriska receptorer ute i kroppen, och förser centrala nervsystemet med information om bland annat känsel och temperatur.